# The Legend of Zelda (videójáték)
A The Legend of Zelda (THE HYRULE FANTASY ゼルダの伝説; Za Hairaru Fantadzsí Zeruda no Denszecu, ’A Hyrule Fantasy: Zelda legendája’) egy 1986-os akció-kaland videójáték, amit a Nintendo fejlesztett és adott ki, valamint Mijamoto Sigeru és Tezuka Takasi tervezte. A játék Hyrule kitalált földjén játszódik, a történet főszereplője egy elf-szerű fiú, akinek a neve Link, akinek célja, hogy összegyűjtse a Bölcsesség Triforce-jának nyolc darabját, hogy megmentse Zelda hercegnőt a főgonosz Ganontól. A játék során a játékos Linket felsőnézetből irányítja, átnavigálva őt a külvilágon és a tömlöcökön, miközben fegyvereket gyűjtöget, ellenségeket győz le, valamint titkokat tár fel az út során.
A The Legend of Zelda sorozat első játéka eredetileg Japánban jelent meg a Family Computer Disk System periféria nyitó címeként 1986 februárjában. Több mint egy évvel később, Észak-Amerikában és Európában kiadták Nintendo Entertainment Systemre kazetta formátumban, és ez volt az első játék otthoni konzolra, amelynek volt egy belső elemje, amivel el lehetett menteni a játékot. Ezt a változatot később kiadták 1994-ben Japánban, The Hyrule Fantasy: Zelda no Denszecu 1 (THE HYRULE FANTASY ゼルダの伝説1; Za Hairaru Fantadzsí Zeruda no Denszecu 1, ’A HYRULE FANTASY Zelda legendája 1’) cím alatt. A játékot átportolták GameCube-ra és Game Boy Advance-re, valamint elérhető a Virtual Console által Wii-re, Nintendo 3DS-re és Wii U-ra. Ez volt az egyike annak a 30 játéknak, ami megjelent a NES Classic Editionön, és elérhető Nintendo Switch-re a NES Switch Online szolgáltatás által.
A The Legend of Zelda kritikai és kereskedelmi siker volt a Nintendónak. A játék több mint 6,5 millió példányban kelt el, elindította fő franchise-ját, valamint sokszor jelent meg a minden idők legjobb videójátékai listákon. A folytatást a Zelda II: The Adventure of Linket először Japánban jelent meg Famicom Disk Systemre, kevesebb, mint egy évvel elődjének kiadása után, valamint számos további utódot és spin-offot adtak ki kiadása óta.

## Játékmenet
A The Legend of Zelda egyesíti az akció, kaland és szerepjáték műfajokat. A játékos felülnézetből irányítja Linket, ahogy bejárja a külvilágot, egy nagy szabadtéri térképen, változatos környezetekkel. Miközben a játékos megkezdi a játékot, csak egy pajzsa van, a kezdési ponthoz legközelebbi barlangban egy öregember Linkre bíz egy kardot, hogy használja elsődleges fegyverként, azzal a kedvező első üzenettel, hogy „IT’S DANGEROUS TO GO ALONE! TAKE THIS” („Veszélyes egyedül menni! Vedd el ezt”). A kaland során Linknek tárgyakat kell találnia vagy szereznie, hogy tovább növelhesse képességeit; a Szív Konténertől, ami kibővíti az életerőmétert, a varázsgyűrűkön keresztül, amik csökkentik Link sérüléseit, az erősebb kardokig, amikkel Link erősebben támadhatja meg ellenségeit. Ezek a tárgyak elsősorban barlangokban találhatóak meg, amik a vidék különféle pontjain találhatóak meg. Vannak, amik könnyen elérhetőek, de vannak olyanok is, amik olyan akadályok mögött találhatóak meg, mint például kövek, fák vagy vízesések. A mindenhol barangoló halálos élőlények legyőzésével Rúpiák (a játék fizetőeszköze) jelennek meg a helyükön, és Rúpiákat szintén lehet találni a rejtett kincsesládákban játékvilág szerte. Rúpiákkal lehet venni olyan felszereléseket a boltokban, mint például bombák vagy nyilak.
A külvilágban elrejtve a bejáratok egy nagy alvilági tömlöcökbe vezetnek, ahol el vannak helyezve a Bölcsesség Triforce-jának darabjai; Mindegyik egyedi, labirintus-szerűen elrendezett szobák körvonala, amiket ajtók és titkos átjárók kötnek össze, tele szörnyekkel, akiket le kell győzni, vagy blokkokkal, amiket el kell mozdítani. A tömlöcökben szintén találhatóak hasznos tárgyak, amiket Link hozzá tudja adni az ő fegyvertárához, mint például a bumeráng, amivel elkábíthatja az ellenségeket és megszerezheti a távoli tárgyakat, vagy a varázsfurulya, amivel eljuthat a korábban teljesített tömlöcök bejáratához. Ha minden egyes tömlöc sikeresen van teljesítve, akkor egyesíteni lehet a Bölcsesség Triforce-jának mind a nyolc darabját, hogy az ereklye által be lehessen jutni az utolsó tömlöcbe, ahol le kell győzni Ganont és megmenteni Zeldát. Eltekintve az utolsótól, a játék tömlöceit bármilyen sorrendben lehet teljesíteni, ugyanakkor a nehézség növekszik a pályának száma szerint, és egyes szobákba csak a korábbi helyszíneken megtalált tárgyakkal lehet bejutni. Vannak további tömlöcök rejtett bejárattal, ahová be lehet jutni szabadon barangolva a külvilágban, a hasznos tárgyak megszerzése után. Itt szabadon bárhová el lehet jutni, és bármit meg lehetett csinálni bármikor, így számos módon végig lehet haladni a játékon. Szintén lehetséges eljutni az utolsó bosshoz anélkül, hogy az elején meg van szerezve az általában fontos kard. A játékvilág 600 elválasztott tájat tartalmaz, ebből 97 képernyő a külvilág, valamint az alvilág kilenc több-képernyős labirintust tartalmaz.
Miután teljesítve lett a játék, akkor meg lehet kezdeni a nehezebb változatot, a „Második Küldetés”t (裏ゼルダ; Ura Zeruda, ’Másik Zelda’), ahol meg van változtatva számos helyszín, titok és teljesen más tömlöcöket tartalmaz, erősebb ellenségekkel. Ugyanakkor a nehezebb „újrajátszások” nem egyediek a Zeldában, pár más játékban is voltak teljesen más pályák a második végigjátszás során. Ha a mentési fájl úgy van elnevezve, hogy „ZELDA”, akkor ez a mód indul el anélkül, hogy meg kell verni a játékot.

## Történet

### Helyszín
A hivatalos Zelda kronológiában a The Legend of Zelda a „Hanyatlás Kora” idején játszódik, ami egy alternatív valóságban létezik. Ebben a kórban Hyrule egy kis királysággá redukálódott, ahol a lakók már barlangokban élnek, beállítva a hátteret a The Legend of Zeldának.

### Cselekmény
A The Legend of Zelda története le van írva a játék használati útutasításában, és a rövid bevezetőben, ami a címképernyő után játszódik le: Egy kis királyságban, Hyrule földjét ellepte a káosz, amikor egy hadsereg, amelyet Ganon vezetett, megtámadta a királyságot, és ellopta a Hatalom Triforce-ját, egy mágikus ereklyének egyik részét, amely egyedül nagyhatalommal ruházza a birtokost. Zelda hercegnő, azzal próbálja megakadályozza azt, hogy Ganon megszerezze a Bölcsesség Triforce-ját, hogy nyolc darabra osztja, és mindegyiket titkos földalatti tömlöcökben rejti el. Mielőtt végül elrabolnák, arra kéri dadáját, Impát, hogy keressen valakit, aki elég bátor a királyság megmentéséhez. Miközben bejárja a földet, az öregasszonyt Ganon csatlósai vették körbe, amikor Link megjelenik, és megmenti őt. Hallván Impa kérelmét, elhatározza, hogy megmenti Zeldát és, hogy újraegyesíti a Bölcsesség Triforce-jának darabjait, amikkel le lehet győzni Ganont.
A történet során Link megtalálja és bejárja a nyolc földalatti labirintust, valamint legyőzi az őrző szörnyeket, hogy megszerezzen mindegyik darabot. Az újraegyesített Bölcsesség Triforce-ával be tud hatolni Ganon rejtekhelyére, ami a Halál Hegységben található, ahol szembe száll vele, és elpusztítja őt az Ezüst Nyilakkal; megszerezve a Hatalom Triforce-ját a hamuvá vált Ganontól, Link visszaadja a Bölcsesség Triforce-ját a megmentett Zelda hercegnőnek, és visszatér a béke Hyrule-ba.

## Történelem

### Fejlesztés
A The Legend of Zelda rendezői és tervezői Mijamoto Sigeru (S. Miyahonként a stáblistán) és Tezuka Takasi (Ten Tenként a stáblistán) voltak. Mijamoto volt a játék producere, valamint Tezuka írta a történetet és a forgatókönyvet. A programozás nagy részét Nakago Tosihiko (a Nintendo partnerétől az SRD-től) végezte. Terui Keidzsi, egy forgatókönyvíró, aki olyan anime sorozatokon dolgozott, mint a Dr. Slump vagy a Dragon Ball, írta a háttértörténetet a kézikönyvbe, inspirációkat véve a középkori Európa konfliktusaiból. A fejlesztés 1984-ben kezdődött és a játékot eredetileg a Famicom Disk System nyitócímének szánták. A fejlesztői csapat egyszerre dolgozott a The Legend of Zeldán és a Super Mario Bros.-ön, és megpróbálták elválasztani ötleteiket: a Super Mario Bros.-nek lineárisnak kellett lennie, ahol az akció szigorú sorrendben történik, miközben a The Legend of Zelda az ellenkezője volna. A Marióban Mijamoto lekicsinyítette a magas pontszám fontosságát, a játék teljesítésének javára. Ezt a koncepciót vitte át a The Legend of Zeldába. Mijamotónak szintén feladata volt eldönteni, hogy mely koncepciók voltak a „Zelda ötletek” vagy a „Mario ötletek”. Szembe a Marióval, a Zeldát nem-lineárisnak csinálták meg, és arra erőltette a játékosokat, hogy gondolkozzanak azon, hogy mit kell következőleg csinálniuk. Mijamoto szerint a japánok össze voltak zavarodva és gondjaik voltak azzal, hogy hogyan jussanak át a több-utas tömlöcökön, és a játék kezdeti tervezetében a játékos úgy kezdett volna, hogy már meg van a kardja. Ahelyett, hogy pusztán leegyszerűsíti a játékosok dolgát, Mijamoto arra erőltette a játékost, hogy figyeljen az öregemberre, aki a játékosnak adja a kardot, valamint felbátorította az emberek közötti interakcióra, hogy megosszák egymással az ötleteket, hogy különböző rejtett titkokat találjanak, ami a játék kommunikáció új formája. Kapcsolódóan, ez a koncepció lett a gyökere egy másik sorozatnak, amit éveken át fejlesztettek a jövőben: „A Zelda valami teljesen másnak lett az inspirációja: az Animal Crossing. Ez egy olyan játék volt, ami egyedül a kommunikációra alapult.”
A The Legend of Zeldával Mijamoto a játék „világ” ötletét akarta tovább gondolni, adván a játékosoknak egy „miniatűr kertet, amit belerakhatnak a fiókjaikba.” Az inspirációt gyerekkori élményeiből vette, amikor felfedezte az otthonához közeli mezőket, erdőket és barlangokat, mindig a Zelda játékok által próbálta átadni a játékosoknak, annak a korlátlan csodának bizonyos érzését, amit az ismeretlen felfedezése által érzett. „Mikor gyerek voltam” mondta, „kirándulni mentem és találtam egy tavat. Elég nagy meglepetés volt a számomra, hogy rátaláljak. Amikor térkép nélkül jártam körbe a vidéket megpróbáltam találni az utamat, ahogy mentem csodálatos dolgokba botladoztam, rájöttem, hogy egy ilyen kalandozást éreztem.” Az emléket, hogy el van veszve a szonobei családi házának tolóajtóinak labirintusában, a Zelda labirintusi tömlöceiben alkotta újra. Tezuka a beállítást tündérmese kalandnak írta, inspirációt véve az olyan fantasy könyvekből, mint például J. R. R. Tolkien A Gyűrők Ura című regénye.
A hős „Link” részben azért kapta a nevét, mert összekapcsolja az ebbe a világba került játékosokat az ők interaktív szerepükkel, mint valami üres palatáblával ábrázolva és nem egyéniségüket vagy módszereiket. Mijamoto nagykorúsági motívumként tervezte azonosítva, hogy átlagos fiúként utazgatva, megerősödve a próbák során, hogy diadalmaskodjon a nagy kihívások felett és felemelkedjen, hogy szembenézzen a gonosszal. A címszereplő hercegnő Zelda Fitzgerald után lett elnevezve. Mijamoto magyarázta: „Zelda volt a híres regényíró F. Scott Fitzgerald felesége. Minden elmondásból híres és gyönyörű nő volt, és tetszett a nevének hangzása. Szóval vettem a bátorságot, hogy [ezt] használjam a legelső címnek.” A korai Zelda koncepciókban jelen voltak technológiai elemek. A Triforce elektronikus áramkörökből készült mikrochipjei és az időutazó főszereplő egy másik tényezője volt annak, hogy a nevük kapcsolódik a számítógépes hiper-„link” ötletéhez. Habár a végleges játék és a sorozat következő részei követik a hagyományosabb középkori kard és varázslásos alműfajt, a későbbi részekbe belevegyítették a technológiát a koncepciók alapján.
Kondo Kodzsi („Konchan”-ként a stáblistán) szerezte a játék öt zenei számát. Eredetileg Maurice Ravel Boléróját tervezte használni a címképernyő zenéjének, de meg kellett változtatnia a fejlesztés végén, miután megtudta, hogy a zenemű szerzői jogai még mindig érvényesek. Ezért Kondo egy nap alatt megkomponálta a külvilág zenéjének új változatát, amiből a játéksorozat ikonikus témája lett.

### Japán kiadás
1986 februárjában adta ki a Nintendo a The Legend of Zeldát, mint a Family Computer kiegészítőjének a Disk Systemnek a nyitócíme együtt a Super Mario Bros., a Tennis, a Baseball, a Golf, a Soccer és a Mahjong játékoknak az újrakiadásával, ami része volt a rendszer bemutatkozásának. Ez teljesen kihasználta a Disk Card médiájának előnyeit a ROM kazetták felett; a 128 kilobyte-os lemezméretet drága volna előállítani kazetta formában. A még mindig korlátozott lemeztér mennyiség miatt, a játék minden szövege még mindig csak a katakana szótagábécét használja, ami normál körülmények között elsősorban inkább az idegen szavakhoz kapcsolódik, amik kiegészítik hagyományos japán eredetüket, hasonlóan a hiragana és a kandzsi karakterekhez. Jelszavak helyett az újraírható lemezek elmentették a játékosok haladását, és az extra hangcsatorna, amit a rendszer biztosított, bizonyos hangeffektekhez lettek használva; főleg Link kardjának sugarához, mikor teljes az életereje, a tömlöcök bossjainak ordításához és morgásához, valamint a legyőzött ellenségekéhez. A hangeffektek meg lettek változtatva a játék kazetta változatára, ami a Famicom PCM csatornáját használta. A játék szintén kihasználta a rendszer kontrollerjének a beépített mikrofonjának előnyeit, egy funkció, ami nincs meg a NES modellnek. Ezt a nagyfülű nyúlszerű szörny „Pols Voice” fújással vagy kiabálással való legyőzéséhez lehetett használni. Az amerikai használati útmutató még mindig arra céloz, hogy „utálja hangos zajt”, sokakat összezavarva, gondolva, hogy a furulya tárgyat lehet támadásra használni (ennek valójában nincs hatása). A kazetta változat használja a „Memory Management Controller” chipet (határozottan az MMC1 modellt), ami használhatja a bank-váltást a korábbiakhoz képest nagyobb játékokhoz valamint, hogy szintén használhassa az elemmel működő RAM-ot, hogy a játékosok először menthessék el adataikat bármilyen kazetta-alapú médiumon.

### Amerikai kiadás
Amikor a Nintendo Észak-Amerikában adta ki a játékot, a játék dobozán volt egy rés, amiből ki lehetett venni az egyedi aranyszínű kazettát. 1988-ban a The Legend of Zelda két millió példányban kelt el. A Nintendo of America a rajongók erős bázisának megtartására törekedett; bárki aki megvett egy játékot és küldött egy jótállási jegyet, csatlakozhatott a Fun Clubhoz, amelynek tagjai kaphattak egy négy-, nyolc- és végül 32-oldalas hírlevelet. Az első szám hétszáz példányát díjmentesen küldték szét, de a szám nőtt, ahogy a nevek adatbankja nagyobb lett.
A japán magazinok sikere miatt a Nintendo tudta, hogy a játéktippek hasznos eszközök voltak. A játékosok örültek a kéthavi hírlevelek keresztrejtvényeinek, és vicceinek, de a játék titkait értékelték a legtöbbre. A Fun Club vonzotta a gyerekeket az összetettebb játékok tippjeivel, különösen a Zeldának, a rejtett szobáival, titkos kulcsaival és átjáróival. A postázási lista növekedett. 1988 elején már több mint egy millió Fun Club tag volt, ami miatt az akkori Nintendo of America elnök Arakava Minoru elindította a Nintendo Power magazint.
Mivel a Nintendonak nem volt olyan sok terméke, ezért kevés reklámot csinált évente, ami miatt a minőség fenomenális volt. Egy reklám költségvetése elérhette az öt millió amerikai dollárt, ami könnyen négyszer vagy ötször több, mint amire a cégek költenek. Az egyik első reklám, ami Bill White vezetése alatt készült, a The Legend of Zelda piaci bemutatkozása volt, ami nagy figyelmet kapott a reklámiparban. Ebben egy dróthajú kockafej (John Kassir) sétál a sötétben, buta zajokat csinál, ordítja a játékbeli ellenségek neveit, valamint Zeldáért kiált.

## Fogadtatás
| Szerző               | Értékelés | Értékelés |
| Szerző               | NES       | Wii       |
| -------------------- | --------- | --------- |
| ACE                  | 905/1000  |           |
| CVG                  | 9/10      |           |
| Dragon               | [ 51 ]    |           |
| Eurogamer            |           | [ 52 ]    |
| Famicú               | [ 53 ]    |           |
| GameSpot             |           | 7.2/10    |
| IGN                  |           | 9/10      |
| Jeuxvideo.com        | 19/20     | 19/20     |
| Nintendo Life        |           | [ 57 ]    |
| RPGFan               | 99%       | 85%       |
| Total!               | 78%       |           |
| Video Games (DE)     | 84%       |           |
| Computer Entertainer | 7.5/8     |           |

| Szerző                       | Díj                                 |
| ---------------------------- | ----------------------------------- |
| Famicú (1986)                | Legjobb BGM Az év játéka (harmadik) |
| Computer Gaming World (1988) | Legjobb kaland                      |

A The Legend of Zelda nagyon pozitív kritikákat kapott a kritikusoktól, és bestseller volt Nintendora. Amikor kiadták a játékot Japánban, az első napon egy millió példány kelt el és végül 1,69 milliót adtak el Famicom Disk Systemre. Észak-Amerikában nagyon várták a játékot és kiadásakor a videójáték eladási listák élére került. 1987-ben ez volt az első NES játék, ami több mint egy millió példányban kelt el az Egyesült Államokban, és 1988-ban már több mint két millió kazettát adtak el. 1990-ben már három millió kazettát adtak el az Egyesült Államokban, és végül 6,51 millió példányban kelt el világszerte.
A kritikusok dicsérték a grafikát, Kondo szerzeményét, az írást és a játékmenetet, üdvözölve az utóbbit, mint úttörő. Japánban a Famicom Cúsin (Famicú) magazin maximális pontot adott az öt csillagból, miközben a Famicú első díjátadóján a Zelda díjat nyert a legjobb háttérzenéért, és az év harmadik legjobb játékaként listázták (a Dragon Quest és a Gradius mögött). Észak-amerikai kiadásakor a Computer Entertainer „nagyszerű” kalandjátéknak nevezte, ami meghaladta elvárásait és mondta, hogy „többet ajánl, mint a tipikus hack-and-slash” eposz, és „a szörnyekkel való harcolást, a titkos ajtók felfedezését és a rengeteg frusztrációt” új kincsekkel, fegyverekkel, élménnyel, helyekkel és felfedezésekkel vannak díjazva. A kritika szintén dicsérte a „nagyon vonzó” és „gyönyörű, tündérmese” minőséget, a tartalék elem mentési funkcióját, az „elragadó grafikát, a remek eredeti zenét, a nagyszerű animációt és a kiváló átmeneteket a helyszínek közötti görgetésben”. Ők úgy írták le, mint „egy hihetetlenül gazdag, mély játékélmény, ami túlszárnyalja a tipikus kazettás játékot”, ami megfelel a „férfi és női játékosoknak” minden korosztályból, amiért „meg kell lennie” minden Nintendo konzolt birtoklónak. A Computer Gaming World 1988-ban a játékot az év legjobb kalandjának nevezte, azt állítva, hogy a Zelda egy „szenzációs siker” volt, amiért a számítógépes akció-kaland elemeket elhozta a konzolokra. 1990-ben a magazin azt implikálta, hogy ez a játék egy „gyilkos app” volt, ami miatt a számítógépes szerepjátékok játékosai, akik elutasították a konzolokat, mint „puszta arcade játékszer”, hogy NES-t vásároljanak.
Kiadásakor Európában, Tony Takoushi értékelte a játékot a brit Computer and Video Games magazinban, és úgy nevezte, hogy „egy hatalmas játéktermi kaland, tele sárkányokkal, bebörtönzött hercegnőkkel, csapdákkal és buktatókkal”. Azt mondták, hogy „egy hatalmas felfedezendő országa van „számos gyűjthető tárggyal”, rejtett power-upokkal és bónuszokkal, miközben dicsérték a „páratlan” játszhatóságot és a „nagyszerű” grafikát és hangot, de kritizálták az „erős” 39 fontos vagy 69 dolláros (150 dollár 2020-ban) árcimkét az Egyesült Királyságban. Az ACE magazin 1989-ben értékelte a játékot, és „szerepjáték eposz”nak nevezte, ami bizonyítja, hogy a „konzolok lehetnek olyan jók szerepjátékokban, mint játéktermi szórakoztatásra”, miközben a NES négy legjobb játékának egyikének listázza (a Super Mario Bros., a Mike Tyson’s Punch-Out és a Super Mario Bros. 2 mellett). A Total! 1992-ben értékelte a Zeldát, ahol 78%-os értékelést kapott főleg a zenének középszerű al-hangszereléséért és grafikáért. Egy 1993-as kritikája a játéknak az amerikai Dragon magazin 198. számában Sandy Petersentől az „Eye of the Monitor” rovatban az öt csillagból négyre értékelte.
1992-ben újra kiadták a Nintendo „Classic Series”- ének részeként, szürke kazettában. A Nintendo Power első számában a játékosok szavazásán az első helyre került a „Top 30”-as listán, és folytatta uralmát a listán a 90-es évek elejéig. Az újság olvasói szintén megszavazták a The Legend of Zeldát, mint a „Legjobb Kihívás” a Nintendo Power Awards ’88-on. A magazin szintén listázta, mint a valaha készült legjobb Nintendo Entertainment System játék, azt állítva, hogy ez szórakoztató kora ellenére és, hogy olyan új dolgokat mutatott a műfajban, mint a rejtett tömlöcök és a fegyverek választékát. A GamesRadar minden idők harmadik legjobb NES játékának rangsorolta. A munkatársak dicsérték a „komplexitás, a nyílt világ tervezés és az időtlen grafika kombinációját”.
A The Legend of Zelda kritikai elismerésben részesült a modern kritikusoktól és továbbra is jól tekintenek rá. Ez gyakran szerepelt a legnagyobbnak vagy a befolyásosabbnak tartott játékok listáján. A Game Informer az első helyre helyezte a 2001-es „Minden idők 100 legjobb játéka” és a 2009-es „Minden idők 200 legjobb játéka” listáikon, az Electronic Gaming Monthly 100. számában a tizenharmadik helyre került a „Minden idők 100 Legjobb Játéka” listáján, és ötödik helyre az Electronic Gaming Monthly 200. számának „Minden idők 200 legnagyobb videójátéka idejükben” listáján, a Nintendo Power 200 Valaha Legjobb Nintendo Játék listáján a hetedik helyre került, az Official Nintendo Magazine Minden idők 100 legnagyobb Nintendo játéka listáján a hetvenhetedik helyre került, valamint az IGN olvasói „99 Legjobb Játék” listáján a 80. helyre került. A Zelda 2000 augusztusában belekerült a GameSpy Hírességek Csarnokába, és a szerkesztők minden idők tizedik legjobb játékának szavazták meg. A népszerű japán magazinnak a Súkan Famicúnak szerkesztői a Famicom legjobb játékai közzé szavazták. 1997-ben a Next Generation a „Minden idők Öt Legnagyobb Játékcsomagolása” között listázta az észak-amerikai kiadást, idézve a vágott lyukat, ahonnan ki lehetett venni az arany kazettát, a teljesen színes kézikönyvet, és a kihajtható térképet.

## Hatása és hagyatéka
A The Legend of Zeldát tartották a modern akció szerepjáték műfaj spirituális előfutárúnak. Annak ellenére, hogy gyakran nem tartották a műfaj részének, amiért hiányoztak belőle a szerepjátékok olyan fontos mechanikái, mint például a tapasztalati pontok, sok közös tulajdonsága van a szerepjátékokkal, és alapjául szolgál az akció-szerepjáték műfajnak. A játék fantasy beállítását, zenei stílusát és akció-kaland játékmenetét számos szerepjáték vette át. Kereskedelmi sikere segítette lefektetni az alapjait az olyan nemlineáris fantasy beállítású játékoknak, mint például a Crystalis, a Soul Blazer, a Square Szeiken Denszecu sorozata, az Alundra és a Brave Fencer Musashi. A játék népszerűsége számos klónt hozott létre, ami megpróbálja emulálni a játékot. Ennek ellenére Mijamoto nem tartja a Zeldát szerepjátéknak, de a Zeldát „egy valós idejű kalandjáték” sorolja be; azt mondta, hogy „nem akart rendszereket, ahol mindent a játékban a statisztikák és a számok határozzák meg”, de ami „fontos nekem, hogy megőrizzek minél többet az “élő” érzésből, amennyit lehet”, amit mondott „az akció játékok inkább arra alkalmasak, hogy továbbítsák” a játékosoknak.
The Legend of Zelda szült egy magányos folytatást, és számos előzményt és spin-offot, és a Nintendo egyik legnépszerűbb sorozata. Ez alapozta meg a Zelda univerzum fontos karaktereit és környezetét, beleértve Linket, Zelda hercegnőt, Impát, Ganont és a Triforce-ot, az erőt, ami egyben tartja Hyrule-t. A külvilág témáját és a jellegzetes „titok megtalálva” csilingelés megjelent majdnem minden következő Zelda játékban. A téma szintén megjelent számos más játékban, tartalmazva utalásokat a Zelda sorozatra.
Egy játéktermi alaplap, amit Triforce-nak hívtak, a Namco, a Sega és a Nintendo fejlesztette együtt, és az első játékok 2002-ben jelentek meg. A „Triforce” név egy utalás a Nintendo The Legend of Zelda játéksorozatára, és szimbolizálja a három cég részvételét a projektben.
A GameSpot a The Legend of Zeldát minden idők 15 legbefolyásosabb játéka közzé sorolta, amiért korai példája volt a nyílt-világnak, a nemlineáris játékmenetnek, valamint az elemes mentés bemutatkozásáért, hagyva alapokat az olyan későbbi akció-kalandjátékoknak, mint a Metroid, vagy szerepjátékoknak, mint a Final Fantasy, miközben befolyásolja a legtöbb modern játékot általánosságban. 2009-ben a Game Informer a The Legend of Zeldát úgy nevezte, hogy „nem több, mint minden idők legnagyobb játéka” az ők „Minden idők 200 Legjobb Játéka” listájukon, mondván azt, hogy „évekkel, ha nem évtizedekkel előzte meg a korát”.
2011-ben a Nintendo ünnepelte a játék 25. évfordulóját, hasonlóan a Super Mario Bros. 25. évfordulós ünnepléséhez az előző évben. Az ünneplés része volt az Ocarina of Time soundtrackjének ingyenes kiszállítása a Club Nintendo jóvoltából azoknak, akiknek meg volt az említett játék 3DS változata, a Link’s Awakening DX első digitális kiadása a Nintendo eShopban, különleges poszterek amiket a Club Nintendo postázott jutalmakként és egy különleges pálya a Nintendo 3DS-es Super Mario 3D Landben, amit az eredeti The Legend of Zelda inspirált.
 

### Újrakiadások
A The Legend of Zeldát először 1994-ben adták ki újra Famicom-ra kazetta formátumban. A kazetta változatban a címképernyő némileg meg lett változtatva a játék Disk Card változatához képest, mint például az 1-es szám megjelenik a cím végén. 2001-ben az eredeti játékot újra kiadták az Animal Crossing című GameCube játékban. A játék kinyitásának egyetlen módja egy Action Replay használata. Hivatalosan 2003-ban adták ki újra a játékot a The Legend of Zelda: Collector’s Editionben GameCube-ra, majd 2004-ben újra kiadták Game Boy Advance-re a folytatással a The Adventure of Linkkel együtt a Famicom Mini/Classic NES Series részeként. 2006-ban a Wii Virtual Console-jában lett kiadva, majd megjelent a 2008-ban kiadott Wii játék Super Smash Bros. Brawlnak a „Vault” szekciójában, mint kipróbálható demó.
A játék minden újrakiadása gyakorlatilag hasonlít az eredetire, habár a GameCube-os, a Game Boy Advance-es és a Virtual Console-os változatok kissé meg lettek változtatva, hogy kijavítsák a helytelen helyesírást az eredetiből, főleg a bevezető történetnél. Egy tech demo, amit Classic Gamesnek hívtak, a 2010-es E3-on volt látható Nintendo 3DS-re, bemutatva több mint egy tucat klasszikus játékot 3D-s effektekkel, beleértve a The Legend of Zeldát. Reggie Fils-Aimé a Nintendo of America akkori elnöke bejelentette, hogy a játékokat ki fogják adni, beleértve a The Legend of Zeldát, a Mega Man 2-t valamint a Super Mario World 2: Yoshi’s Islandet, és lehetőleg kihasználja a 3DS egyes funkcióit, mint például a 3D-s effekteket, az analóg irányítást, vagy a kamera támogatást.
A The Legend of Zeldát 2011. szeptember 1-én jelent meg a Nintendo 3DS Virtual Console-jában, mint a Nintendo 3DS Ambassador programjának része, majd később kiadták a Nintendo 3DS eShopjában 2011. január 22-én Japánban, 2012. április 12-én Európában, és 2012. július 5-én Észak-Amerikában. A japán 3DS Virtual Console-ban a kazetta változat jelent meg. A játékot Nintendo Switch-en a Nintendo Switch Online – Nintendo Entertainment System szolgáltatás részeként adták ki 2018. szeptember 18-án. Egy különleges „Living the life of luxury!” kiadását a játéknak – Amiben a játékosok megkapnak minden felszerelést és extra tárgyát a játék legelején – 2018. október 10-én adták hozzá a szolgáltatáshoz.

### Folytatások
A játéknak volt pár lényegesen megváltoztatott változata, amiket álfolytatásokként, és ura- vagy gaiden-változatoként adtak ki. A csarumera (チャルメラ) tésztájuknak, promóciós reklámkampányának részeként, a Mjodzso Foods (明星食品; Hepburn: Mjoudzsou Sokuhin) kiadta egy változatát az eredeti The Legend Of Zeldának 1986-ban, a Zelda no Denszecu: Teikjó Csarumerát (ゼルダの伝説　提供　チャルメラ; Hepburn: Zelda no Denszecu: Teikjó Csarumera). Ez az egyik legritkább elérhető videójáték a használt gyűjtői piacon, és a példányokat több mint 1000 amerikai dollárért adták el.
1995. augusztus 6-a és 1995. szeptember 2-a között a Nintendo együttműködve az St.GIGA műholdas rádióhálózattal, megkezdték az eredeti The Hyrule Fantasy: Legend of Zelda lényegesen megváltoztatott változatának sugárzását a Super Famicom Satellaview perifériáján – egy műholdas modem kiegészítő. A BS Zelda no Denszecut (BS ゼルダの伝説; Hepburn: BS Zelda no Denszecu) négy letölthető epizódban adták ki, heti részekben, amiket újra közvetítettek legalább négyszer, a játék 1995-ös premierje és 1997 januárja között. A BS Zelda volt az első Satellaview játék, ami tartalmazott „SoundLink” soundtracket – egy folyó audió szám, amelyen keresztül a játékosok minden pár percben arra lettek figyelmeztetve, hogy hallgassák figyelmesen, mint egy hangszínész narrátor, élőben sugározva az St.GIGA stúdióból, ami történeti és játékmeneti nyomokat adna nekik. A SoundLink elemeken kívül a BS Zeldának felújított 16-bites grafikája van, egy kisebb külvilága, és más tömlöcei. Link le lett cserélve a két Satellaview avatárjának egyikével: egy fiú aki egy fordított baseball sapkát visel, vagy egy vörös hajú lány.
1995. december 30-a és 1996. január 6-a között sugározták a játék második változatát, a BS Zelda no Denszecu MAP 2-t (BS ゼルダの伝説ＭＡＰ２; Hepburn: BS Zelda no Denszecu MAP 2) Satellaviewre, mint az eredeti The Legend of Zelda Második Küldetésének funkcionális megfelelője. A MAP 2-t csak egyszer adták le újra, 1996 márciusában.

## Fordítás
- Ez a szócikk részben vagy egészben  a   The Legend of Zelda (video game) című angol Wikipédia-szócikk fordításán alapul.  Az eredeti cikk szerkesztőit annak laptörténete sorolja fel. Ez a jelzés csupán a megfogalmazás eredetét és a szerzői jogokat jelzi, nem szolgál a cikkben szereplő információk forrásmegjelöléseként.